# Broteas
Broteas era el nom d'un caçador i escultor de la mitologia grega. La llegenda li atribueix l'escultura gegant de la deessa Cíbele que hi ha en una muntanya a prop de Magnèsia del Sipilos.

## Parentiu
Era fill de Tàntal, però el nom de la mare varia segons les versions: Dione, Eurianassa, o Eurithemista. Els seus germans eren Níobe i Pèlops.

## Escultura

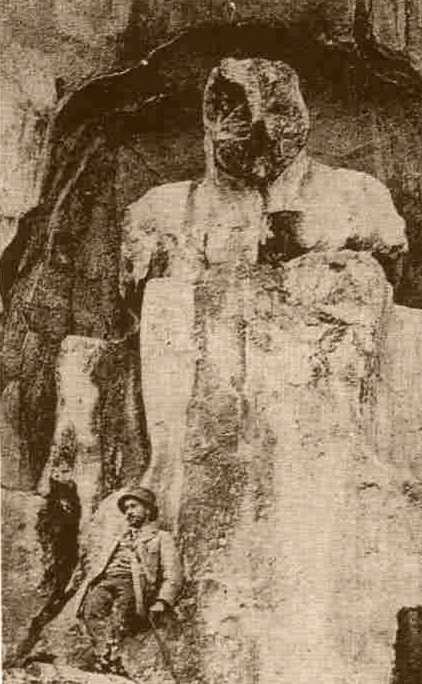
Escultura tallada a la roca a les muntanyes Sipilos.

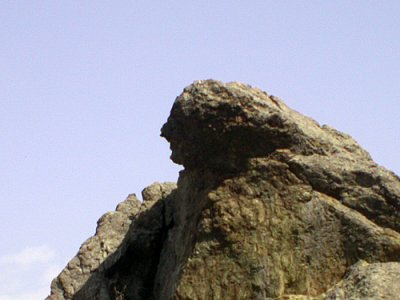
A prop de l'escultura de Broteas hi ha la figura que plora del mont Sipilos que, segons la llegenda és Níobe convertida en pedra.

Es deia que va esculpir la imatge més antiga de la Mare Terra (Cíbele) que, segons Pausanias era adorada pels habitants de Magnèsia del Sipilos. La figura està esculpida en la mateixa roca de la muntanya, en un sortint anomenat Coddinus, al vessant nord del mont Sipilos, un indret que segons els mitògrafs conté la força espiritual (daemon) de l'avi de Broteas, Zeus.
L'escultura, esmentada pel geògraf del segle ii Pausànias, va ser redescoberta el 1888 per W. M. Ramsay i encara és visible des de la carretera a uns 6 o 7 km a l'est de Manisa (El nom actual de l'antiga Magnèsia del Sipilos). L'única part que no s'ha conservat és el cap, que s'ha malmès a causa dels processos naturals de l'erosió. La figura fa uns 9 metres d'alçada i està en un entrant de la muntanya de cara a una plana on es troba la població d'Akpinar. Aquesta escultura sovint es confon amb la «Roca que plora» (en turc dita: Ağlayan Kaya), una formació natural que el mite relaciona amb la transformació en pedra de la germana de Broteas, Níobe.
La deessa representada sembla que duia una corona cilíndrica (polos), sosté els pits amb les mans, i al costat dret del cap hi ha les restes d'uns jeroglífics hitites, cosa que coincideix amb el fet que la zona va estar habitada pels hitites al segon mil·lenni abans de Crist. A la rodalia també hi ha troballes arqueològiques relacionades amb la dinastia hitita de Tàntal. A uns 2 km cap a l'est d'Akpınar hi ha dos monuments esmentats per Pausànias: la «tomba de Tàntal» (cristianitzada amb el nom de «Tomba de sant Caralambos») i el "tron de Pelops", que en realitat és un altar fet de roca.

## Mort
Segons la llegenda, Broteas es va sacrificar morint en una pira. Broteas quan anava a caçar no volia fer els honors a la deessa dels boscos, Àrtemis, i ella, per castigar-lo, el va fer tornar boig fins que es va llançar al foc. Martin P. Nilsson creu que el mite es va crear per donar una explicació etiològica a la tradició de llançar una figura humana a una pira durant la festa en honor d'Àrtemis. El mateix mitema es troba en la llegenda d'Acteó.

## Broteas a Egipte
Un fragment de papir relaciona Broteas amb la ciutat egípcia d'Oxirrinc amb Dàrdanos, fill de Zeus i de la nimfa Electra, però no hi ha cap més document que confirmi aquesta connexió.

## Descendència
Es deia que era un ésser de gran lletjor, però va tenir un fill al qui va posar el mateix nom que el seu pare, Tàntal. Aquest fill va ser rei de Lídia i es va casar amb Clitemnestra.

## Llegendes posteriors
L'escriptor llatí Ovidi el va fer sortir en el seu poema Ibis, com a arma per a descarregar el seu odi contra un enemic: 
«Que les parts del teu cos,
siguin confiades
a les flames de la pira
i siguin cremades
tal com diuen que feu Broteas
seguint l'impuls de desig mortal.» 
L'humanista Domizio Calderini va editar l'any 1479 uns poemes comentats de Marcial als que va afegir l'Ibis d'Ovidi. En aquests comentaris es deia que Broteas era fill de Vulcà i de Minerva, i que el motiu del seu suïcidi va ser la seva insuportable lletjor. El mateix any, Calderini va publicar una obra titulada Defensio adversus Brotheum, un atac adreçat als seus adversaris en qüestions literàries: Angelo Sabino i Niccolò Perotti, emmascarat sota el pseudònim "Fidentinus". Giglio Gregorio Giraldi i altres poetes van plagiar aquesta versió del mite al llarg del segle xv i va esdevenir la versió dominant fins al segle xviii posant a més, de moda escriure Broteas amb th (Brotheus).
Natalis Comes va escriure l'any 1567 una obra de gran influència posterior, titulada Mythologiae, en la qual reprèn la versió de Calderini: «Brotheus, qui era víctima de les burles de tothom pel seu aspecte deforme, es va llançar a les flames cercant en la mort la forma de fugir dels comentaris malintencionats.» Aquesta descripció es repeteix de forma molt semblant en The Anatomy of Melancholy (1621) de Robert Burton. En arribar al segle xix, Samuel Johnson en el seu Dictionary afegeix una nova variació, Broteas es va llançar a l'interior del volcà Etna.